# Knopenbad
Het Knopenbad is een openluchtzwembad in Montfoort dat gesitueerd is naast de Hollandse IJssel. Het zwembad heeft drie bassins, waarvan één 50 meter bassin met een duikplank van 2,50 meter en een duikplank van 1 meter hoog. Het eerste recreatiebassin heeft een grote glijbaan met drie banen, een zogenaamde multislide. Het tweede recreatiebassin heeft een kleuterglijbaan. Ook is er een ondiep peuterbad.
Bij de ingang zijn twee metalen kunstwerken te zien die duikende mensen verbeelden. Deze beeltenis komt ook voor in het logo van het zwembad.

## Naam
Montfoort was in de historie de stad die bekend was om de fabricage van knopen.
Kinderen die zwemles in het knopenbad krijgen, kunnen bij het behalen van bepaalde resultaten een gekleurde knoop verdienen, met de groene knoop als eindresultaat bij het behalen van zwemdiploma A.

## Afbeeldingen

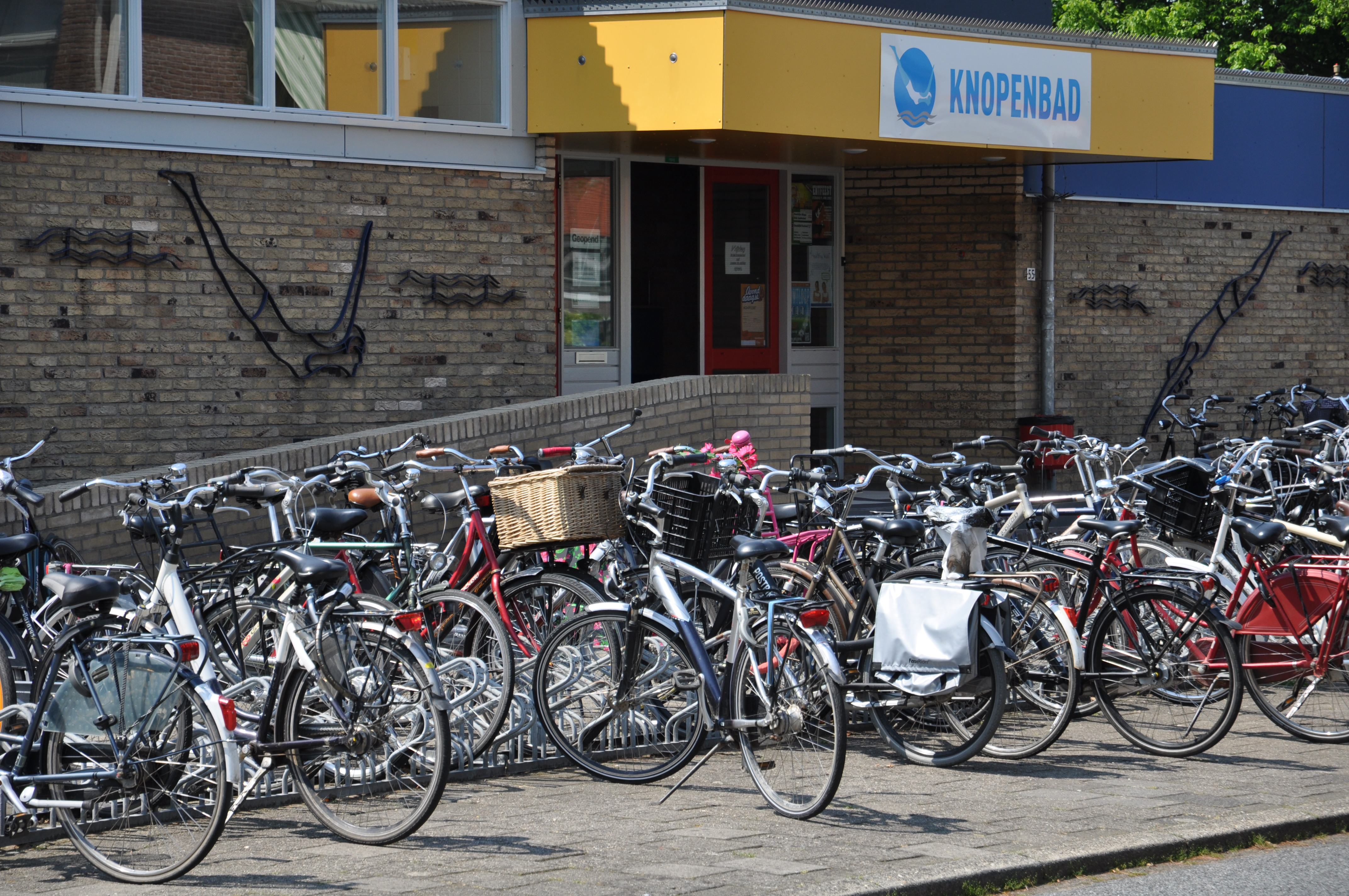
Ingang
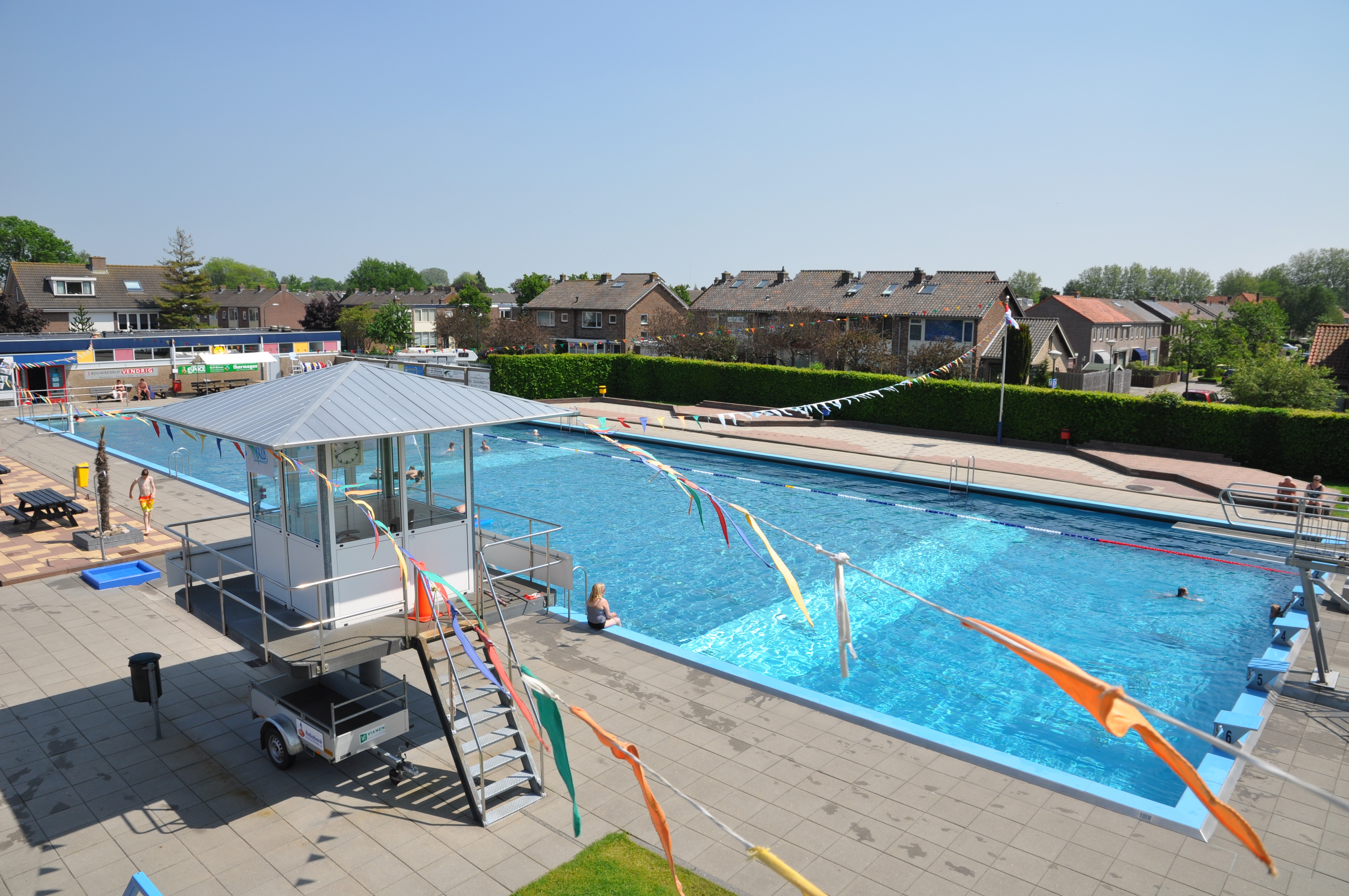
Grote bad